# Sentier de grande randonnée 129
Le sentier de grande randonnée 129 ou GR 129, appelé aussi la Belgique en diagonale, est un itinéraire pédestre qui relie Bruges à Arlon en Belgique.
L'itinéraire parcourt une distance totale de 573 km.